# Friedrich Joseph Haass

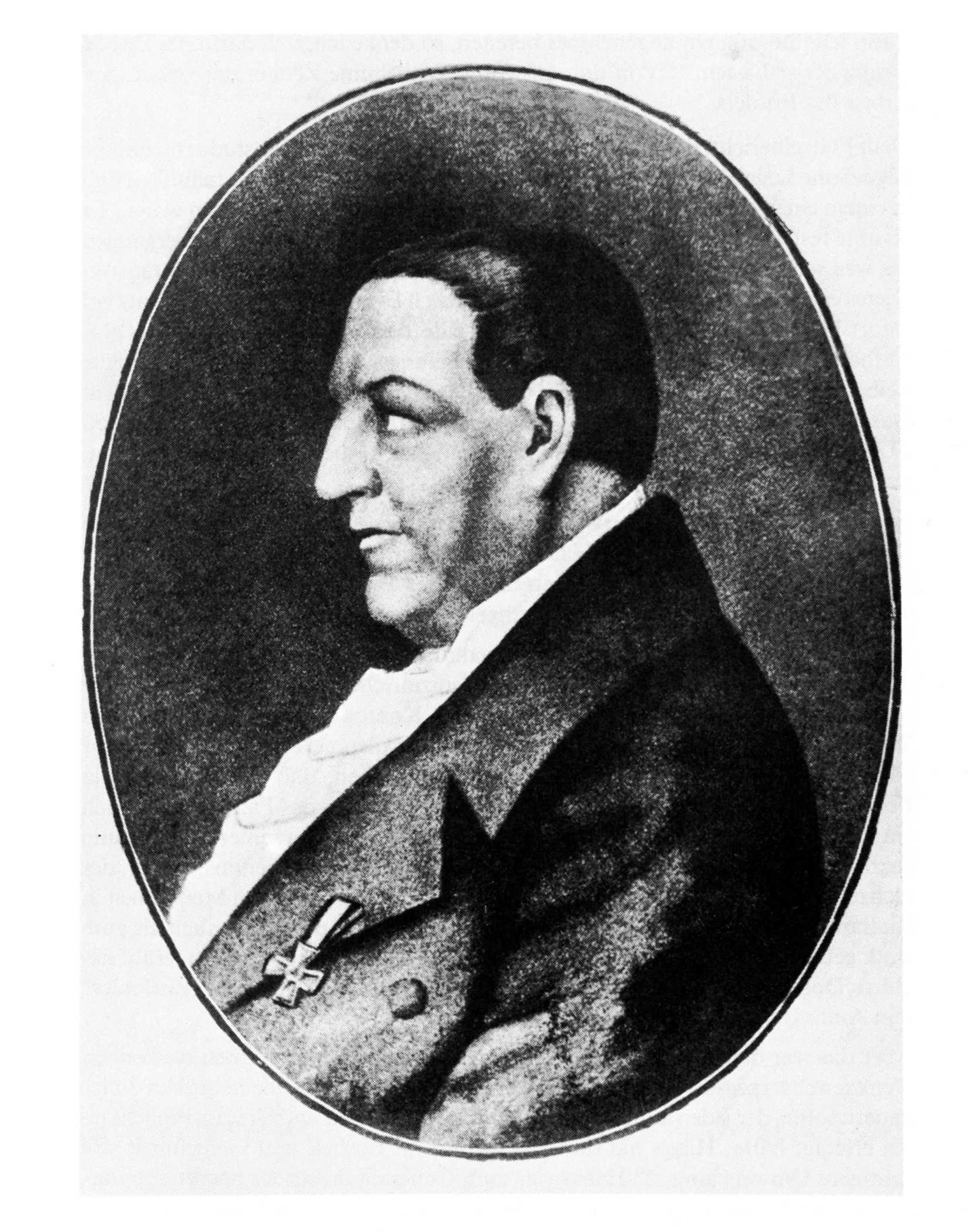
Friedrich Joseph Haass (1780–1853)

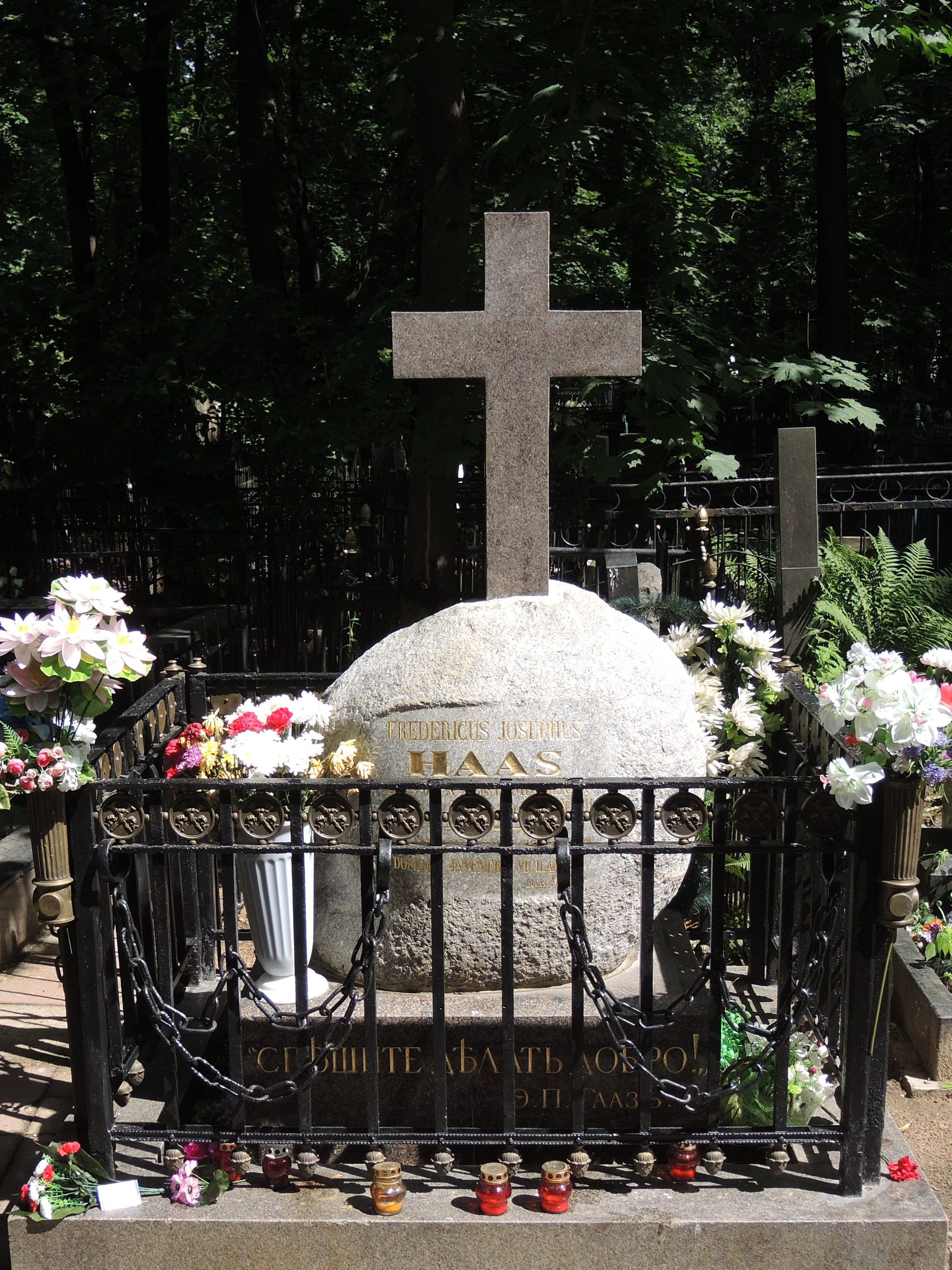
Grab auf dem Wwedenskoje-Friedhof in Moskau

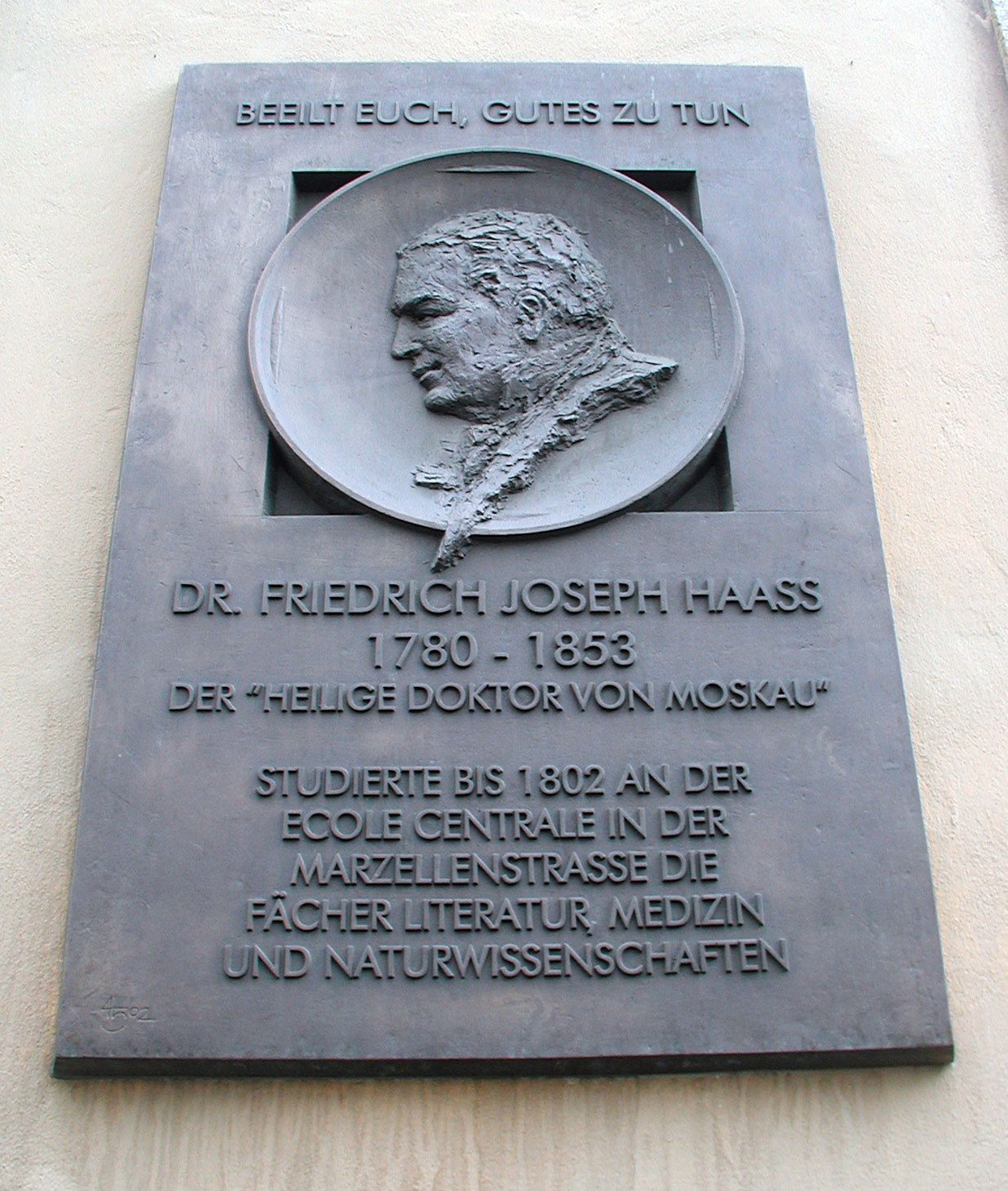
Ehrenplakette am ehemaligen Gebäude des Dreikönigsgymnasiums in Köln

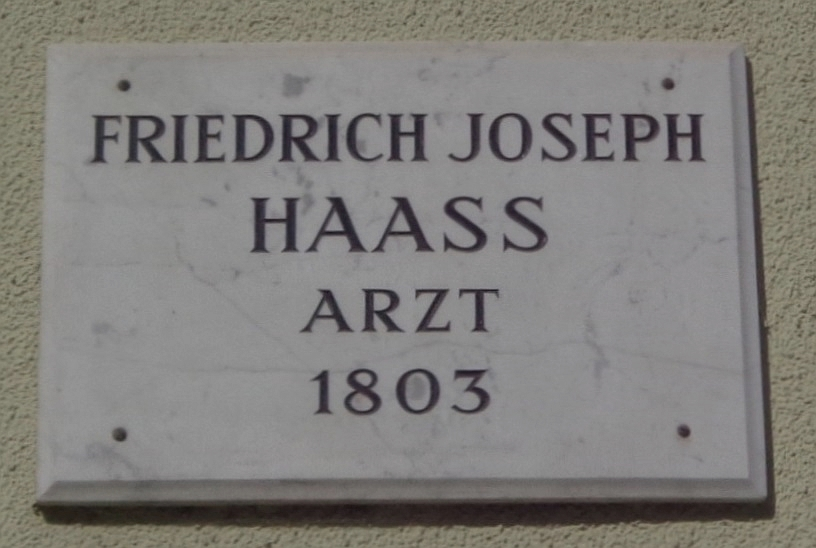
Göttinger Gedenktafel für Friedrich Joseph Haass

Friedrich Joseph Laurentius Haass (russisch Фёдор Петрович Гааз/Fjodor Petrowitsch Gaas; * 10. August 1780 in Münstereifel, Herzogtum Jülich; † 16. Augustjul. / 28. August 1853greg. in Moskau) war ein deutsch-russischer Mediziner, genannt der „heilige Doktor von Moskau“. Insbesondere betreute er dort über 25 Jahre lang Strafgefangene seelsorgerisch, sozial und medizinisch. Dabei trat er praktisch für eine Humanisierung des Strafvollzugs ein.

## Leben
Haass, Sohn des Apothekers Peter Haass und Enkel des „Chirurgus auf dem Thurnmarkte“ zu Köln Wilhelm Anton Haass, studierte nach Abschluss der Schule an der unter Napoleon begründeten Ecole Centrale in Köln und an den Universitäten in Jena und Göttingen Germanistik, Philosophie und Medizin. In Göttingen erfolgte seine Promotion zum Doktor der Medizin und Chirurgie. In Wien ließ er sich zum Augenarzt ausbilden. Einer seiner ersten Patienten als Hausarzt der russischen Fürstin Varvara Alekseevna Repnin war deren Vater, der unter einer schweren Augenkrankheit litt. Dieser erkannte Haass’ Begabung und bat den jungen Arzt nach Russland. Dieser erschien 1806 als Fjodor Petrowitsch Gaas in Moskau. Bereits 1807 wurde er zum Chefarzt der renommierten Pawlowskaja Klinik (Pauls-Krankenhaus) ernannt.
Während des Krieges 1812 gegen Napoleon I. arbeitete er als Chirurg in der Russischen Armee. Nach dem Krieg kehrte Haass nach Moskau zurück, wo er als Betreiber einer Privatpraxis von 1814 bis 1829 zum Hausarzt der Oberschicht avancierte. Außerdem lehrte und arbeitete er freiwillig in Altersheimen. Sein Amt als Stadtphysikus legte er 1826 nieder.
Ab 1828 widmete er sich als Mitglied des Moskauer Gefängnisschutzkomitees 25 Jahre lang der Fürsorge um die Gefangenen, die nach Sibirien verbannt worden waren. Er war fest davon überzeugt, dass der Mensch von Natur aus gut sei, weil Gott ihn nach seinem Abbild schuf. Daher sei ein Mensch, der vom rechten Wege abgekommen sei, nichts weiter als ein unglücklicher, kranker Mensch, der nur durch Humanität zu heilen sei. Dieses positive Menschenbild lernte er vor allem durch Franz von Assisi und Franz von Sales kennen, dessen Schriften er zu seinen Lieblingsbüchern zählte, vor allem dessen theologisches Hauptwerk „Abhandlung über die Gottesliebe“. In einem Brief an den Philosophen Friedrich Wilhelm Joseph von Schelling vom 31. Dezember 1843 empfiehlt er diesem dringend, die Werke des heiligen Franz von Sales zu lesen. Schelling nennt er darin „meinen geliebten deutschen Lehrer“ und Franz von Sales „meinen geliebten Mentor und Erzieher“. Aus seinem Testament geht hervor, dass Haass im Besitz von Reliquien des heiligen Franz von Sales war, die er einer katholischen Kirche in Irkutsk vermachte.
1836 setzte er eine Verordnung durch, die schweren Eisenfesseln der Gefangenen durch leichtere, innen mit Leder ausgelegte zu ersetzen, die nicht mehr die Füße der Gefangenen bis auf das Blut durchscheuerten. Die Fesseln tragen den Namen Haass’sche Fesseln. Daran erinnern die überdimensionalen Metallfesseln an seinem Grab. 1841 verfasste er ein ABC der christlichen Sittsamkeit […], das er drucken ließ und an deportierte Straftäter verteilte. 1843 wurde ein später „Alexander-Krankenhaus“ genanntes Polizei-Häftlingskrankenhaus für Obdachlose eröffnet, das durch Haass’ komplettes Privatvermögen und private Spenden finanziert wurde. Während der Choleraepidemie 1848 in Moskau organisierte er zusammen mit der Philanthropin Sofija Stepanowna Schtscherbatowa die Nikolskoje-Gemeinschaft zur Hilfeleistung für Bedürftige. Schwestern dieser Gemeinschaft setzten ihre Tätigkeit während des Krimkrieges fort. Bis zu seinem Lebensende lebte und arbeitete Haass in diesem vom Volksmund auch als „Haass’sches Krankenhaus“ oder „Haassovka“ bezeichnetem Krankenhaus. Ende Juli 1853 erkrankte Haass und verfasste ein ausführliches Testament. Er starb am 16. August 1853 und wurde am 19. August zu Grabe getragen. Zu seiner Beerdigung auf dem Moskauer Wwedenskoje-Friedhof kamen 20.000 Menschen. Der Grabstein ist lateinisch beschriftet und trägt auf Russisch das Haass-Zitat: „Beeilt euch Gutes zu tun“.

## Nachruhm
- Anlässlich des 200. Geburtstags des Mediziners gab die Deutsche Bundespost eine Sonderbriefmarke im Wert von 60 Pfennig heraus
- Die Deutsche Schule Moskau trägt seit 27. Mai 1989 den Namen „Deutsche Schule Moskau – Friedrich Joseph Haass“.
- Das Deutsch-Russische Forum verleiht seit 1995 jährlich den Dr.-Friedrich-Joseph-Haass-Preis an Personen, die sich um die deutsch-russischen Beziehungen verdient gemacht haben. Preisträger sind z. B. Michail Sergejewitsch Gorbatschow, Egon Bahr.
- Der Russe Lew Sinowjewitsch Kopelew, Förderer der Deutsch-Russischen Verständigung und 1947–1954 selbst Strafgefangener im Gulag, der nach seiner Ausbürgerung und bis zu seinem Tod in Köln lebte, schrieb 1984 ein Buch über Haass.
- Am 16. April 2016 wurde in der Moskauer Helikon-Oper eine Opern-Kollage mit dem Titel Doktor Haas in 11 Episoden uraufgeführt. Komponist war der 27-jährige Alexej Sergumin, das Libretto verfasste die Schriftstellerin Ljudmila Ulizkaja.[7]

## Seligsprechungsverfahren
1999 eröffnete die katholische Kirche das Seligsprechungsverfahren für Friedrich Joseph Haass. Der diözesane Teil des Prozesses wurde im Mai 2018 in Moskau abgeschlossen. Die Akten wurden für den nächsten Schritt an die Kongregation für die Selig- und Heiligsprechungsprozesse übergeben. Als Postulator fungiert Jesuitenpater Germano Marani in Rom.